# Lista das 100 Mulheres (BBC) do ano de 2017
A lista das 100 Mulheres (BBC) do ano de 2017 premiou 100 mulheres por serem inspiradoras e influentes em diversas áreas. A série examina o papel das mulheres no século XXI e inclui eventos em Londres, no México e no Brasil. Assim que a lista é divulgada, é o começo do que é descrito pelo projeto como a "temporada das mulheres da BBC", com duração de três semanas, que inclui a transmissão, relatórios online, debates e criação de conteúdo jornalístico sobre o tópico das mulheres. A lista 100 Mulheres (BBC) é publicada anualmente desde 2013.
Nesta lista encontram-se nomes brasileiros como Adriana Brandão Behar ex-voleibolista brasileira que destacou-se como jogadora brasileira de voleibol de praia. Adriana é hoje a presidente da Comissão Mulher no Esporte do Comitê Olímpico Brasileiro. E Claudianny Drika, treinadora de futebol que se dedica a ensinar o esporte as crianças da favela da Rocinha, na cidade do Rio de Janeiro. Drika inspira os jovens a alcançar seu potencial por meio do esporte.
| Imagem | Nome                         | Nacionalidade                                | Descrição                                                                                     | Referências |
| ------ | ---------------------------- | -------------------------------------------- | --------------------------------------------------------------------------------------------- | ----------- |
|        | Adelle Onyango               | Quénia                                       | jornalista queniana                                                                           |             |
|        | Aditi Avasthi                | Índia                                        | empreendedora indiana, fundadora da startup da EDTECH INMBIBE                                 |             |
|        | Adriana Behar                | Brasil                                       | ex-voleibolista brasileira                                                                    |             |
|        | Agnes Atim Apea              | Uganda                                       | política e empresária ugandense                                                               |             |
|        | Ahlam al-Rashid              | Síria                                        | professora síria                                                                              |             |
|        | Amanda Nunez-Ferreira        | Estados Unidos                               | estudante dos EUA                                                                             |             |
|        | Amy Cuddy                    | Estados Unidos                               | professora universitária norte-americana                                                      |             |
|        | Ana Luiza Santos de Andrade  | Brasil                                       | estudante brasileira                                                                          |             |
|        | Angeline Murimirwa           | Zimbábue                                     | feminista zimbabueana, diretora executiva da Camfed na África                                 |             |
|        | Angie Ng                     | Canadá                                       | fundadora canadense da Slutwalk Hong Kong                                                     |             |
|        | Anita Nderu                  | Quénia                                       | apresentadora de televisão queniana                                                           |             |
|        | Anne-Marie Imafidon          | Reino Unido                                  | Criança prodígio britânica e ativista STEM                                                    |             |
|        | Asena Melisa Saglam          | Turquia                                      | estudante turca                                                                               |             |
|        | Bella Devyatkina             | Rússia                                       | Poliglota russa                                                                               |             |
|        | Bia Vaz                      | Brasil                                       | futebolista brasileira                                                                        |             |
|        | Chaima Lahsini               | Marrocos                                     | jornalista marroquina                                                                         |             |
|        | Claudianny Drika             | Brasil                                       | treinadora de futebol brasileira                                                              |             |
|        | Cwengekile Nikiwe Myeni      | África do Sul                                | enfermeira sul-africana                                                                       |             |
|        | Derartu Tulu                 | Etiópia                                      | Competidora de atletismo etíope                                                               |             |
|        | Doris Muthoni Wanjira        | Quénia                                       | condutora de ônibus queniana                                                                  |             |
|        | Elaine Welteroth             | Estados Unidos                               | jornalista e editora americana                                                                |             |
|        | Ellen Johnson-Sirleaf        | Libéria                                      | política liberiana, Ex-presidente da Libéria                                                  |             |
|        | Ellie Cosgrave               | Reino Unido                                  | professora de urbanismo do Reino Unido                                                        |             |
|        | Erin Akinci                  | Estados Unidos                               | cientista de dados                                                                            |             |
|        | Fernanda Ferreira            | Brasil                                       | remadora brasileira                                                                           |             |
|        | Frances Hardinge             | Reino Unido                                  | escritora británica                                                                           |             |
|        | Grace Larsen                 | Estados Unidos                               | militar estadunidense aposentada                                                              |             |
|        | Hanne Bingle                 | Predefinição:Country data Reino da Dinamarca | ativista pelos direitos das mulheres nascida na Dinamarca                                     |             |
|        | Helena Pacheco               | Brasil                                       | empresária brasileira e ex-treinadora de futebol                                              |             |
|        | Hou Yifan                    | China                                        | jogadora de xadrez chinesa                                                                    |             |
|        | Huynh Thi Xam                | Vietname                                     | Bibliotecária vietnamita                                                                      |             |
|        | Indira Ranamagar             | Nepal                                        | assistente social                                                                             |             |
|        | Ira Trivedi                  | Índia                                        | académica indiana                                                                             |             |
|        | Jayanthi Kuru-Utumpala       | Sri Lanka                                    | primeira mulher do Sri Lanca a escalar o Monte Everest                                        |             |
|        | Jin Xing                     | China                                        | Bailarina chinesa, dançarina moderna, coreógrafa e atriz                                      |             |
|        | Kimiko Date                  | Japão                                        | jogadora de tênis japonesa                                                                    |             |
|        | Laura Jordan Bambach         | Reino Unido                                  | designer digital australiana e feminista                                                      |             |
|        | Lea Coligado                 | Estados Unidos                               | engenheira de software dos EUA                                                                |             |
|        | Leila Smith                  | França                                       | artista francesa                                                                              |             |
|        | Lin Nien-Tzu                 | Taiwan                                       | Fundadora da Oficina Sustentável Dharti Mata                                                  |             |
|        | Lina Khalifeh                | Jordânia                                     | Especialista em artes marciais da Jordânia                                                    |             |
|        | Liz Kelly                    | Reino Unido                                  | diretora da Unidade de Estudos de Abuso Infantil e Feminino da London Metropolitan University |             |
|        | Lori Nishiura Mackenzie      | Estados Unidos                               | diretora executiva do Instituto Clayman                                                       |             |
|        | Loujain Al-Hathlool          | Arábia Saudita                               | activista pelos direitos das mulheres e uma personagem pública saudita                        |             |
|        | Luiza Travassos              | Brasil                                       | estudante brasileira e jogadora de futebol                                                    |             |
|        | MC Soffia                    | Brasil                                       | rapper, cantora e compositora brasileira                                                      |             |
|        | Maci Peterson                | Estados Unidos                               | fundadora do On Second Thought                                                                |             |
|        | Maggie MacDonnell            | Canadá                                       | professora canadiana                                                                          |             |
|        | Maira Liguori                | Brasil                                       | diretora de ONG brasileira                                                                    |             |
|        | Maria Scorodinschi           | Moldávia                                     | ativista moldavana                                                                            |             |
|        | Mariana Feraru               | Roménia                                      | esteticista romena                                                                            |             |
|        | Marilyn Loden                | Estados Unidos                               | autora americana e defensora da diversidade                                                   |             |
|        | Marina Potoker               | Rússia                                       | diretora administrativa russa                                                                 |             |
|        | Mariéme Jamme                | Reino Unido Senegal                          | Empresária e ativista de tecnologia                                                           |             |
|        | María Teresa Ruiz            | Chile                                        | astrônoma chilena                                                                             |             |
|        | Mehroonisa Siddiqui          | Índia                                        | Dona de casa indiana                                                                          |             |
|        | Melisa Marquez-Rodriguez     | Porto Rico                                   | programadora de Android porto-riquenha                                                        |             |
|        | Michelle Bachelet            | Chile                                        | médica e política chilena; 34ª e 36ª presidenta do Chile                                      |             |
|        | Michelle Mone, Baroness Mone | Reino Unido                                  | empresária britânica (nascida em 1971)                                                        |             |
|        | Mithali Raj                  | Índia                                        | jogadora de críquete indiana                                                                  |             |
|        | Momina Mustehsan             | Paquistão                                    | cantora e compositora paquistanesa                                                            |             |
|        | Muhabbat Sharapova           | União Soviética Uzbequistão                  | Professor do ensino secundário (*2000) ♀; 100 Mulheres, Hero of Uzbekistan                    |             |
|        | Muhabbat Sharopova           | Uzbequistão                                  | professora de matemática uzbequistã                                                           |             |
|        | Muzoon Almellehan            | Síria                                        | ativista síria pela educação das crianças                                                     |             |
|        | Nadia Comăneci               | Estados Unidos Roménia                       | ginasta artística romena                                                                      |             |
|        | Nana Akua Oppong Birmeh      | Gana                                         | arquiteta ganesa                                                                              |             |
|        | Naomi Mwaura                 | Quénia                                       | ativista queniana                                                                             |             |
|        | Natalia Margolis             | Estados Unidos                               | engenheira de software dos EUA                                                                |             |
|        | Nawaal Akram                 | Catar                                        | Comediante, modelo, atleta e ativista pelos direitos das pessoas com deficiência do Catar     |             |
|        | Ngozi Okonjo-Iweala          | Nigéria                                      | política e economista nigeriana                                                               |             |
|        | Nguyễn Thị Tuyết Dung        | Vietname                                     | futebolista vietnamita                                                                        |             |
|        | Nihal Saad Zaghloul          | Egito                                        | diretora de Desenvolvimento de Negócios e co-fundadora da Bassma                              |             |
|        | Nitya Thummalachetty         | Índia                                        | diretora indiana de Diversidade                                                               |             |
|        | Nora Tausz Rónai             | Brasil                                       | arquiteta brasileira                                                                          |             |
|        | Peggy Whitson                | Estados Unidos                               | Astronauta americana                                                                          |             |
|        | Priyanka Roy                 | Índia                                        | jogadora indiana de críquete                                                                  |             |
|        | Regina Agyare                | Gana                                         | desenvolvedora de software ganense e fundadora da Soronko Solutions                           |             |
|        | Resham Khan                  | Reino Unido                                  | estudante do Reino Unido                                                                      |             |
|        | Romina Bernardo              | Argentina                                    | Cantora argentina                                                                             |             |
|        | Roxanne Hehakaija            | Reino dos Países Baixos                      | futebolista neerlandesa                                                                       |             |
|        | Roya Ramezani                | Irão                                         | designer iraniana                                                                             |             |
|        | Rumman Chowdhury             | Estados Unidos                               | cientista de dados dos EUA, especialista em IA                                                |             |
|        | Rupi Kaur                    | Canadá                                       | poeta feminista contemporânea, escritora e artista da palavra falada indiano-canadense        |             |
|        | Sakena Yacoobi               | Afeganistão                                  | ativista afegã                                                                                |             |
|        | Sasha Perigo                 | Estados Unidos                               | estudante dos EUA                                                                             |             |
|        | Savita Devi (percussionista) | Índia                                        | percussionista indiana                                                                        |             |
|        | Shantona Rani Roy            | Bangladesh                                   | ativista de Bangladesh                                                                        |             |
|        | Sharon Sabita Beepath        | Reino Unido                                  | conselheira do Reino Unido                                                                    |             |
|        | Somporn Khempetch            | Tailândia                                    | Assistente social tailandesa e professora                                                     |             |
|        | Stephanie Houghton           | Reino Unido                                  | futebolista britânica                                                                         |             |
|        | Susi Pudjiastuti             | Indonésia                                    | empreendedora indonésia                                                                       |             |
|        | Suzanne Doyle-Morris         | Austrália                                    | pesquisadora australiana                                                                      |             |
|        | Talent Jumo                  | Zimbábue                                     | professora do Zimbábue                                                                        |             |
|        | Tamara De Anda               | México                                       | blogueira e jornalista mexicana                                                               |             |
|        | Tiwa Savage                  | Reino Unido Nigéria                          | cantora nigeriana                                                                             |             |
|        | Tran Thi Kim Thia            | Vietname                                     | fornecedora de ingressos de loteria vietnamita                                                |             |
|        | Tulika Kiran                 | Índia                                        | professora indiana e assistente social                                                        |             |
|        | Urvashi Sahni                | Índia                                        | Fundadora e CEO da Study Hall Educational Foundation                                          |             |
|        | Vicky Colbert                | Colômbia                                     | socióloga colombiana                                                                          |             |
|        | Virali Modi                  | Índia                                        | ativista dos direitos das pessoas com deficiência da Índia                                    |             |
|        | Zainab Fadhal                | Iraque                                       | estudante iraquiana                                                                           |             |

∑ 101 items.